# Uczelnie w Polsce

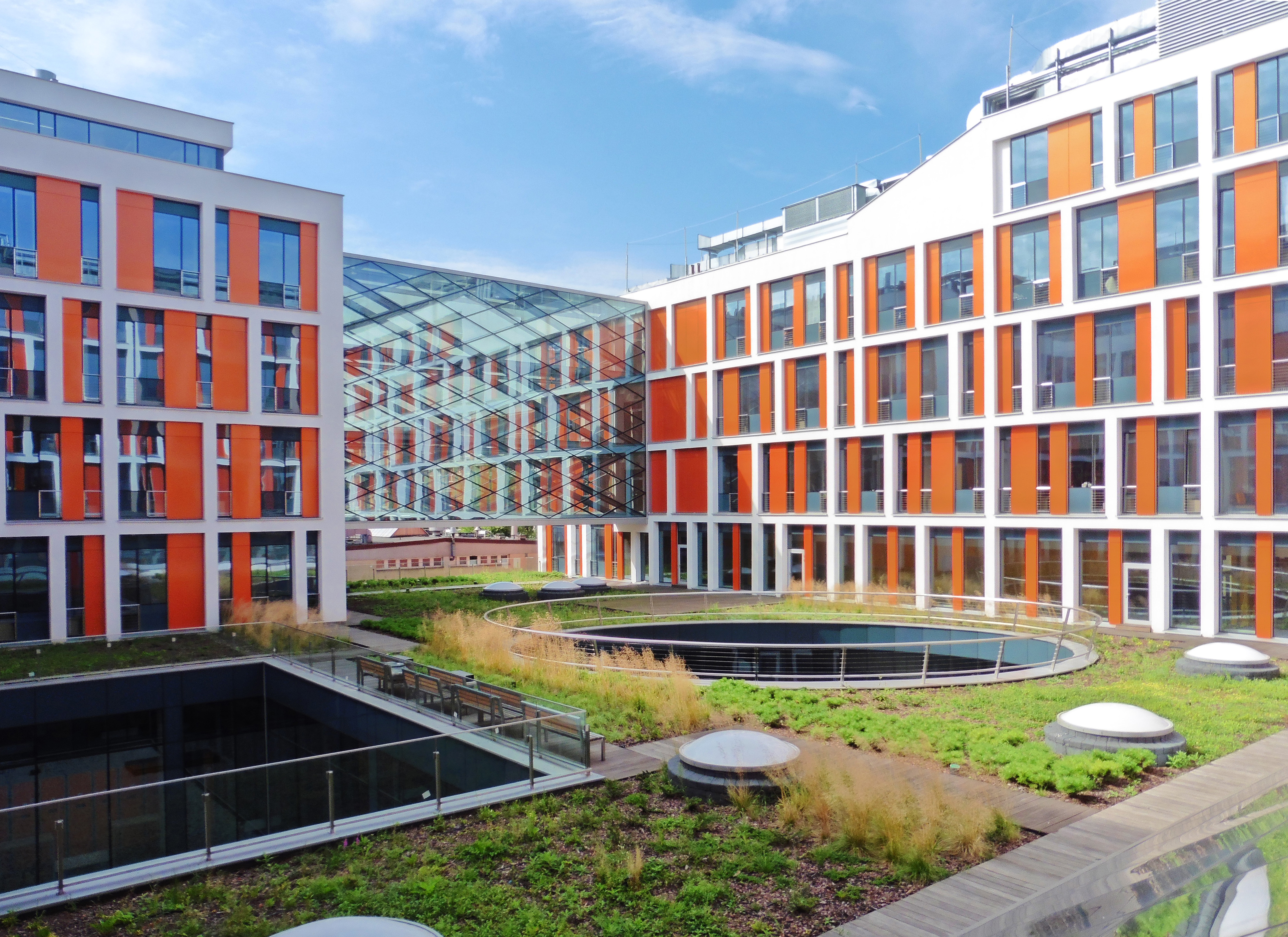
Budynki Wydziału Fizyki Uniwersytetu Warszawskiego przy ul. Pasteura 5

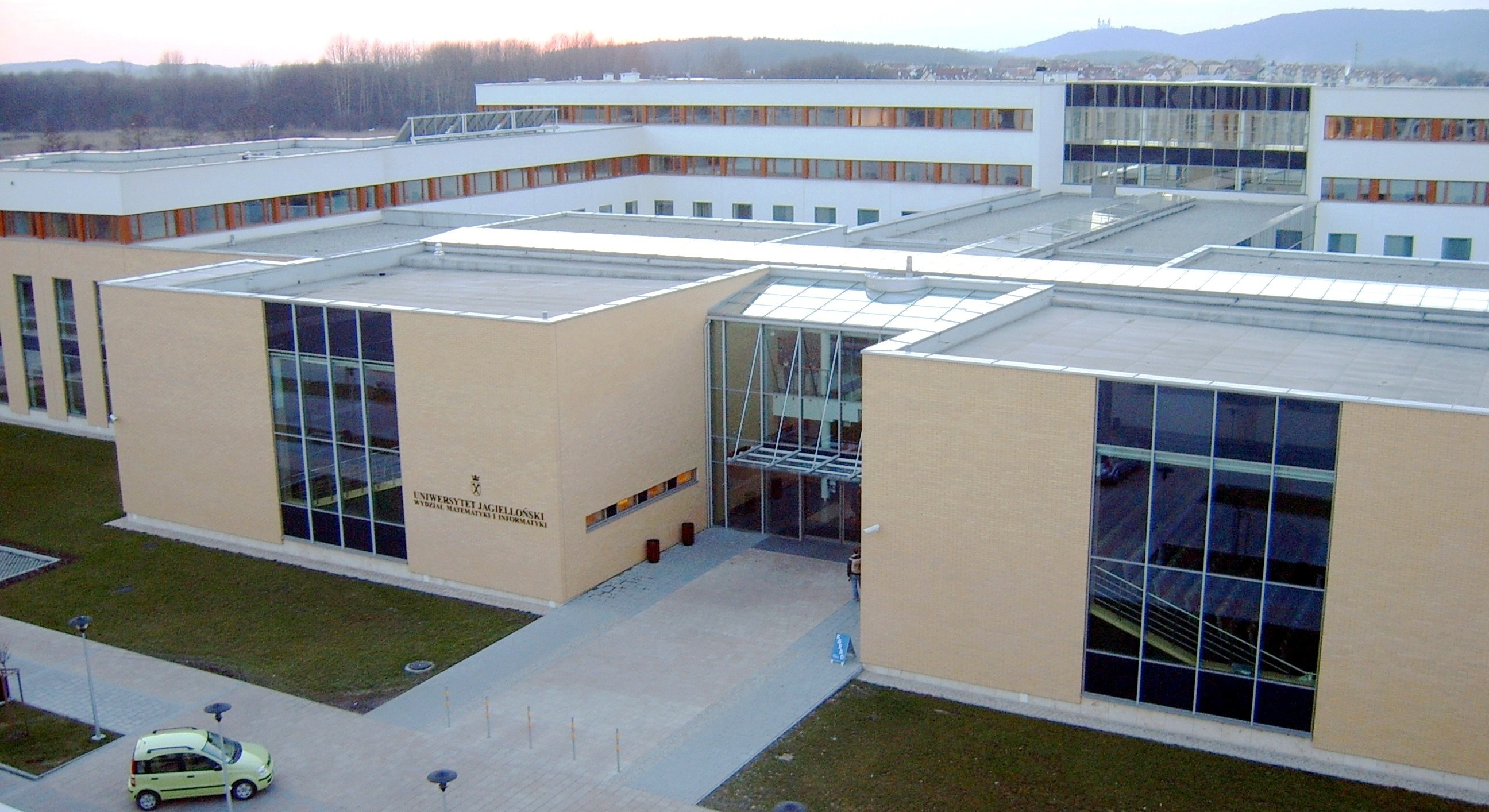
Siedziba Wydziału Matematyki i Informatyki Uniwersytetu Jagiellońskiego

Uczelnie w Polsce – publiczne i niepubliczne uczelnie działające na terytorium Polski.
W roku akademickim 2014/2015 w Polsce funkcjonowały 434 uczelnie, w tym:
- 18 uniwersytetów
- 70 uczelni ekonomicznych
- 25 uczelni technicznych
- 19 uczelni artystycznych
- 15 uczelni teologicznych
- 15 uczelni pedagogicznych
- 9 uczelni medycznych
- 7 uczelni rolniczych
- 7 uczelni resortu obrony narodowej i resortu spraw wewnętrznych
- 6 akademii wychowania fizycznego
- 2 uczelnie morskie
- 236 pozostałych placówek.

302 z ogółu uczelni to uczelnie niepubliczne.
Wszystkie uczelnie kształciły w sumie 1 469 386 studentów, z czego 359 178 (24,4%) przypadało na uczelnie niepubliczne. W roku 2014/2015 uczelnie zatrudniały 93 133 nauczycieli akademickich, co oznacza, że na jednego nauczyciela przypadało średnio 16 studentów. Liczba absolwentów w roku akademickim 2013/2014 wynosiła 424 564. Od roku akademickiego 2006/2007 liczba studentów systematycznie maleje.
W roku akademickim 2008/09 w szkołach niepublicznych kształciło się 34% (660 tys.) wszystkich studentów. Zdaniem autorów „Raportu o stanie edukacji 2010” jest to odsetek bardzo wysoki, nie tylko w porównaniu z innymi krajami europejskimi, ale także w porównaniu ze Stanami Zjednoczonymi (dla których wynosił on poniżej 30%). Począwszy od roku 2007/2008 obserwowany jest systematyczny spadek liczby studentów uczelni niepublicznych, nieproporcjonalnie wyższy niż w przypadku szkół publicznych. W efekcie spada procentowy udział studentów kształcących się na uczelniach niepublicznych.

## Nazewnictwo uczelni według uprawnień

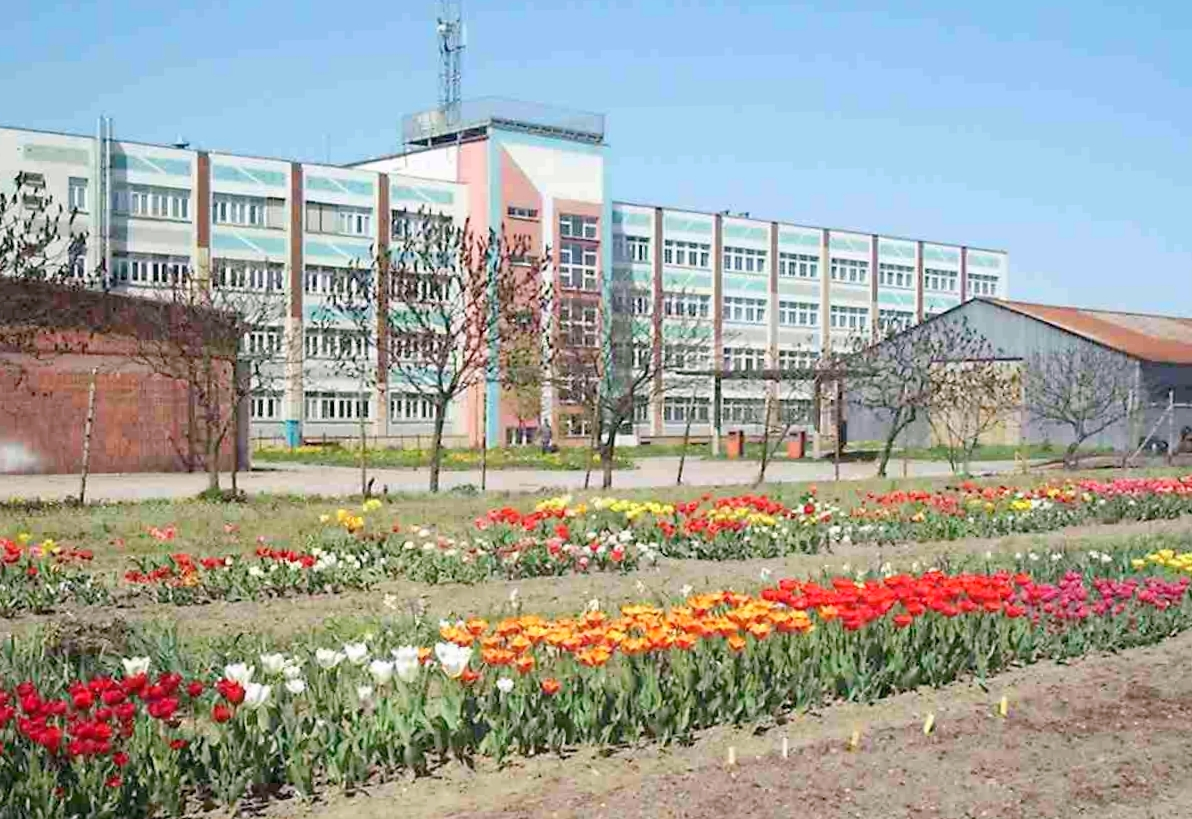
Zachodniopomorski Uniwersytet Technologiczny w Szczecinie – Wydział Kształtowania Środowiska i Rolnictwa

Przed 1 października 2018 r. zgodnie z ustawą z dnia 18 marca 2011 r. o zmianie ustawy Prawo o szkolnictwie wyższym, uczelnie miały prawo używać w swoich nazwach następujących wyrazów w zależności od posiadanych uprawnień:
- uniwersytet – uprawnienia do nadawania stopnia naukowego doktora w co najmniej 10 dyscyplinach, w tym co najmniej po 2 uprawnienia w każdej z następujących grup dziedzin nauki:
  - humanistycznych, prawnych, ekonomicznych lub teologicznych
  - matematycznych, fizycznych, nauk o Ziemi lub technicznych
  - biologicznych, medycznych, chemicznych, farmaceutycznych, rolniczych lub weterynaryjnych
- uniwersytet techniczny – uprawnienia do nadawania stopnia naukowego doktora w co najmniej 10 dyscyplinach, w tym co najmniej 6 uprawnień w zakresie nauk technicznych
- uniwersytet uzupełniony przymiotnikiem w celu określenia profilu – co najmniej 6 uprawnień do nadawania stopnia naukowego, w tym co najmniej 4 uprawnienia w zakresie nauk objętych profilem uczelni
- politechnika – uprawnienia do nadawania stopnia naukowego doktora w co najmniej 6 dyscyplinach, w tym co najmniej 4 uprawnienia w zakresie nauk technicznych
- akademia – co najmniej 2 uprawnienia do nadawania stopnia naukowego doktora[5].

Od 1 października 2018 nazwy: 
- „akademia” może używać uczelnia akademicka
- „politechnika” może używać uczelnia akademicka posiadająca kategorię naukową A+, A albo B+ w co najmniej 2 dyscyplinach w zakresie nauk inżynieryjnych i technicznych
- „uniwersytet” może używać uczelnia akademicka posiadająca jedną z ww. kategorii w co najmniej 6 dyscyplinach naukowych lub artystycznych, zawierających się w co najmniej 3 dziedzinach nauki lub sztuki.

## Działy administracyjne uczelni
- Rektorat – siedziba władz rektorskich[7].
- Kwestura – dział zajmujący się księgowością uczelni[8].

## Uszeregowane według typu uczelni
- uniwersytety
- politechniki
- akademie sztuk pięknych
- uczelnie muzyczne
- uczelnie morskie
- uczelnie wychowania fizycznego
- uczelnie teatralne
- uczelnie ekonomiczne
- uczelnie medyczne
- uczelnie pedagogiczne
- uczelnie rolnicze
- uczelnie służb państwowych
- uczelnie teologiczne
- uczelnie wojskowe
- uczelnie zawodowe
- uczelnie publiczne
- uczelnie niepubliczne

## Uszeregowane według lokalizacji uczelni
- Biała Podlaska
- Białystok
- Bielsko-Biała
- Bydgoszcz
- Chełm
- Chorzów
- Ciechanów
- Częstochowa
- Dąbrowa Górnicza
- Elbląg
- Ełk
- Gdańsk
- Gdynia
- Gliwice
- Głogów
- Gniezno
- Gorzów Wielkopolski
- Jarosław
- Kalisz
- Katowice
- Kielce
- Konin
- Koszalin
- Kraków
- Krosno
- Legnica
- Leszno
- Lublin
- Łomża
- Łódź
- Nowy Sącz
- Nysa
- Olsztyn
- Opole
- Ostrołęka
- Piła
- Piotrków Trybunalski
- Płock
- Poznań
- Przemyśl
- Radom
- Ruda Śląska
- Rybnik
- Rzeszów
- Siedlce
- Słupsk
- Sopot
- Stalowa Wola
- Stargard
- Starogard Gdański
- Sucha Beskidzka
- Sulechów
- Szczecin
- Tarnów
- Toruń
- Wałbrzych
- Warszawa
- Włocławek
- Wołomin
- Wrocław
- Zamość
- Zielona Góra

## Uczelnie w dawnej Polsce
- Akademia Wileńska
- Akademia Rolnicza w Dublanach
- Akademia Lwowska
- Uniwersytet Stefana Batorego w Wilnie
- Uniwersytet Jana Kazimierza we Lwowie
- Politechnika Lwowska
- Szkoła Rycerska
- Collegium Nobilium jezuitów w Warszawie
- Collegium Nobilium pijarów w Warszawie
- Collegium Nobilium teatynów w Warszawie
- Akademia Zamojska
- Kolegium Jezuitów w Kaliszu
- Kolegium Jezuitów w Wilnie
- Kolegium Jezuickie w Poznaniu
- Kolegium Jezuitów w Pułtusku
- Kolegium Jezuitów w Głogowie
- Akademia Bialska